# گوردون بنکس
گوردون بنکس (انگلیسی: Gordon Banks زادهٔ ۳۰ دسامبر ۱۹۳۷ – درگذشته ۱۲ فوریهٔ ۲۰۱۹) بازیکن فوتبال  اهل انگلستان بود که سابقهٔ بازی در تیم ملی فوتبال انگلستان را در کارنامهٔ خود دارد.

## سفر به ایران
شاگردان تونی وادینگتون (رکورددار دیرپاترین سرمربی تاریخ استوک با ۱۷ سال سرمربیگری مداوم) باید در امجدیه روبروی تیم ملی ایران می‌ایستادند که در آن مسابقه با نام "منتخب تهران" به زمین رفت.

## زندگی ورزشی
وی در تاریخ ۶ آوریل ۱۹۶۳ نخستین بازی ملی خود را در مقابل تیم ملی فوتبال اسکاتلند انجام داد و با حضور در ۷۳ بازی ملی، در تاریخ ۲۷ مه ۱۹۷۲ واپسین بازی ملی‌اش را در برابر تیم ملی فوتبال اسکاتلند برگزار کرد. 
او در سانحه رانندگی بینایی چشم راست خود را در سن ۳۴ سالگی از دست داد و زود هنگام از دنیای دروازه‌بانی خداحافظی کرد.
بنکس در جام جهانی ۱۹۶۶ که اولین و آخرین قهرمانی انگلیس در جام جهانی شد خوش درخشید. او شش بار عنوان بهترین دروازه‌بان سال جهان را نصیب خود کرد.
بیشتر دوران حرفه‌ای گوردون بنکس در لستر و استوک گذشت. سال ۱۳۵۲ استوک سیتی با حمایت مالی بانک عمران منطقه‌ای و با این تضمین که ستارگانش را بیاورد، به ایران دعوت شد. گوردون بنکس در سن ۸۱ سالگی درگذشت.

## نگارخانه

گوردون‌بنکس